# Convención sobre los Derechos Políticos de la Mujer
La Convención sobre los Derechos Políticos de la Mujer fue aprobada por la Asamblea General de las Naciones Unidas durante el plenario general No 409, el 20 de diciembre de 1952, y fue adoptada el 31 de marzo de 1953. Entrando en vigor el 7 de julio de 1954. Fue el primer instrumento de derecho internacional en reconocer y proteger los derechos políticos de las mujeres.
El propósito de la Convención es codificar un estándar básico internacional para los derechos políticos de las mujeres. Al concluir la Segunda Guerra Mundial, todavía numerosos países no le habían reconocido a las mujeres una libertad política plena. En 1952, el año antes de que se adoptara la Convención, el sufragio femenino había sido concedido en menos de 100 países en todo el mundo.
El principal motor de la legislación y su elaboración, fue la Comisión de la Condición Jurídica y Social de la Mujer. La Comisión envió una encuesta a sus Estados miembros sobre los derechos políticos de las mujeres en los mismos; las respuestas recibidas se convirtieron en la base para redactar la Convención.

## Resumen

### Preámbulo
El preámbulo de la Convención reitera los principios establecidos en el artículo 21 de la Declaración Universal de Derechos Humanos, donde se establece que todas las personas poseen el derecho de participar en el gobierno de su país, y de ser designadas en cargos públicos. La Convención sobre los Derechos Políticos de la Mujer protegen de manera específica el derecho de las mujeres.

### Artículos
Los primeros tres artículos de la Convención determinan el derecho de la mujer al sufragio (Artículo I), a ser elegible en una elección (II), y a ocupar cargos públicos (III), cada artículo finaliza con la especificación: "en igualdad de condiciones con los hombres, sin discriminación alguna." El resto de los artículos cubren la mecánica de la legislación, especificando cuando y como es que entrará en vigencia (Artículos IV–XI).

## Legado
La Convención comenzó a regir el 7 de julio de 1954. Para agosto del 2015, 123 Estados miembros han adherido a ella, que comprenden 122 Estados miembros de las Naciones Unidas y el Estado de Palestina.
La Convención fue la primera legislación internacional en proteger el estatus de igualdad de la mujer para ejercer derechos políticos. Es más aún, fue el primer tratado internacional en obligar a sus estados a proteger los derechos políticos de sus ciudadanos. La Convención fue una de varias iniciativas de Naciones Unidas en el período de postguerra en fijar estándares de no discriminación para con las mujeres; otras fueron la Convención sobre la Nacionalidad de la Mujer Casada y la Convención sobre el Consentimiento para el Matrimonio, la Edad Mínima para Contraer Matrimonio y el Registro de los Matrimonios, aprobadas en 1958 y 1964, respectivamente.